# آنتونیو لوبو آنتونش

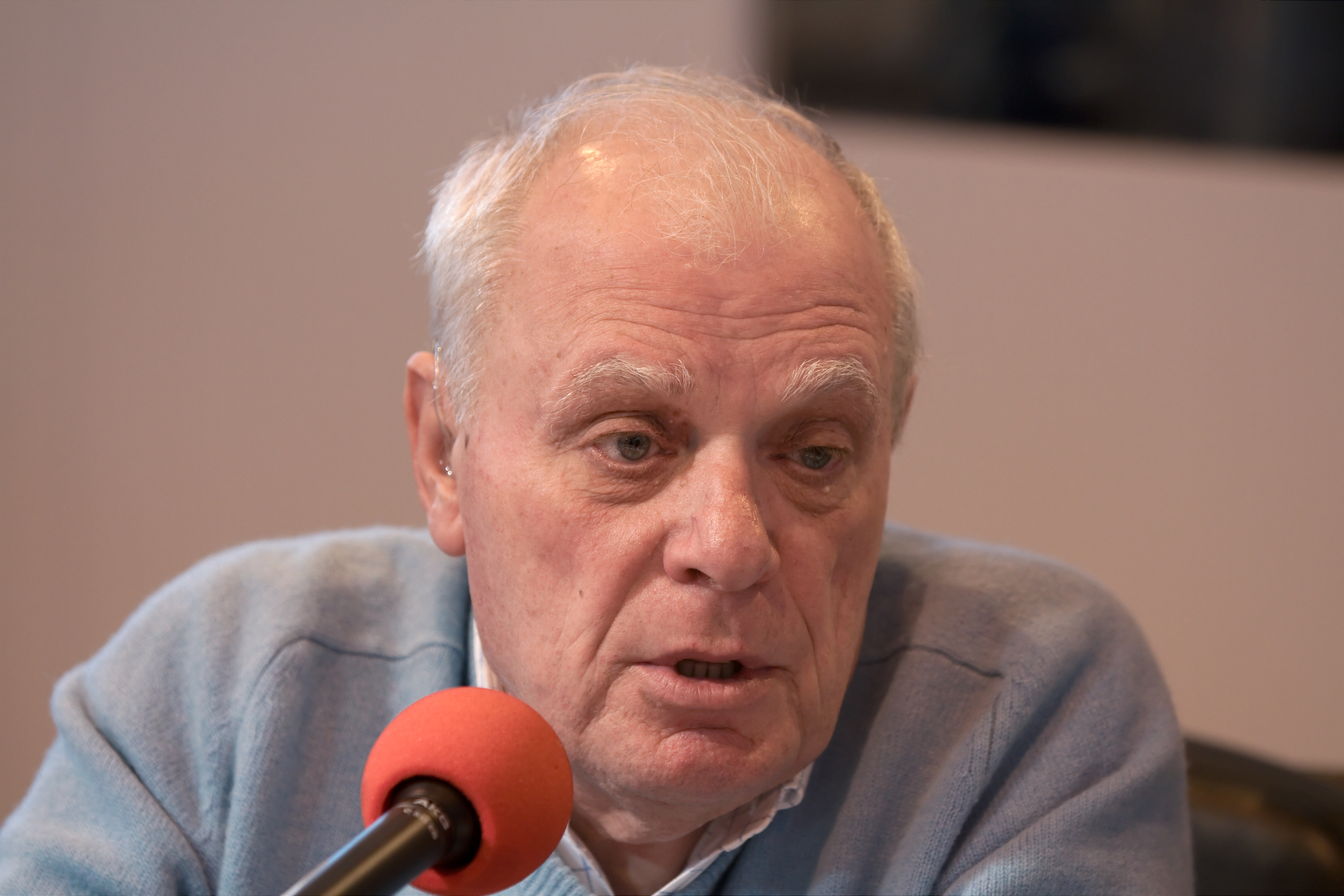
آنتونیو لوبو آنتونش مارس ۲۰۱۰

آنتونیو لوبو آنتونش (انگلیسی: António Lobo Antunes)، (زاده ۱ سپتامبر ۱۹۴۲ در لیسبون) رمان‌نویس و پزشک اهل پرتغال است
«آنتونیو لوبو آنتونس» سال ۱۹۴۲ در لیسبون به دنیا آمده و تاکنون آثار و جوایز متعددی را از آن خود کرده‌است. آنتونش بیست سال است که از کاندیداهای نوبل بشمار می‌رود. «رقص  محکومان» معروف‌ترین رمان این نویسنده است که در داخل و خارج پرتقال توانست جوایز بسیاری را به دست آورد.
وی در داستان‌هایش همواره به روابط بین پزشک و بیمار، به ویژه بیمار روانی پرداخته است. "نگاهی به «دوزخ» از آثار اولیه او و " قدرت جنون " که توسط هالیوود به فیلم برگردانده شده، از جمله چنین آثاری وی هستند

## کتابشناسی
- رمان «سحابی بی‌خوابی»[۱]
- رمان «من تو را اینجا در بابل ندیده‌ام»[۲]
- «مجمع الجزایر بیداری»